# Японский палеолит
Японский палеолит (яп. 旧石器時代 кю:сэкки дзидай) — период в истории Японии, начиная с появления человека на архипелаге (не позже 40 тысячелетия до н. э.) и до появления неолитических орудий периода Дзёмон (12 тысячелетие до н. э.).
С точки зрения геологии японский палеолит совпадает с плейстоценом и ледниковым периодом.

## Общая характеристика
Значительную часть данного периода Япония соединялась с материком перешейками, а Японское море представляло собой внутреннее море между современной Японией, Маньчжурией и Кореей.
Население древней Японии занималось охотой и собирательством, изготавливало первые каменные орудия труда грубой обработки. Археологами обнаружены одноручные орудия труда — копья, пики, ножи, скребки.
Антропологический состав населения Японии этого периода неясен. В этом периоде отсутствуют керамические изделия, поэтому период также носит название периода докерамической культуры.

## Изучение периода
Начало изучения остатков периода палеолита было положено в 1949 году, когда в городе Ивадзюку (префектура Гумма) были найдены каменные орудия труда.
По этой причине иногда период палеолита в истории Японии называют «период Ивадзюку». Ранее этот период также носил название «пред-дзёмон» и «докерамический период», но эти названия выходят из употребления. Всего в Японии было найдено около 5 тысяч палеолитических стоянок.
В 2000 году крупный скандал в Японии вызвало обнаружение того факта, что многие датируемые очень ранним временем (вплоть до 600 тыс. лет назад) находки представляли собой мистификацию Синъити Фудзимуры, который воровал каменные орудия из музеев и закапывал их в нижние слои раскопок.
Значительная часть авторов ограничивает достоверные находки временем после 40 тысячелетия до н. э., однако ряд археологов считает достоверными и некоторые более ранние свидетельства.

## Нижний и средний палеолит
Японский археолог К. Мацуфудзи датирует самые ранние в Японии находки каменных орудий в Канедори IV примерно 80 тыс. лет назад (по тефрохронологии), а Канедори IV — 67 тыс. лет назад. По его мнению, так как в период морской изотопной стадии 5 (между 127—71 тыс. л. н.) уровень моря был высоким, то человек (предшественник Homo sapiens) должен был проникнуть на архипелаг еще раньше; возможно — из Северо-Восточного Китая, где известны находки из пещеры Сяньжэньдун (провинция Цзилинь).
Еще более широкий перечень ранне- и среднепалеолитических стоянок приводит российский археолог С. В. Лаптев, полагая, что даже после исключения поддельных и сомнительных материалов появление человека в Японии ранее верхнего палеолита не вызывает сомнений. По его данным, 200 тыс. л. н. и позже могут датироваться стоянки Бадзё:дан А и Накаминэ (префектура Мияги), Со:дзюдай и Нию (префектура О:ита), Хосино 11 (префектура Тотиги).
В 1931 году археологом Наора Нобуо в Акаси была обнаружена поясничная кость, которую японские ученые тогда признали принадлежащей палеоантропу (акасиантроп, кость утеряна во время войны, но сохранились её фотографии и описания). Лаптев признает эту кость свидетельством о нижнем палеолите.
К среднему палеолиту Лаптев относит кость из Усигава (префектура Айти), около 100 тыс. л. н., и стоянки Гонгэнъяма и Дзадзараги (префектура Мияги), отмечая, что в Японии отсутствует леваллуазская техника.

## Поздний палеолит
Поздний палеолит на Японских островах охватывает период с 40-го тысячелетия до н. э. до 12-го тысячелетия до н. э. Иногда его ещё называют «периодом Ивадзюку» (по месту обнаружения в 1949 году первой палеолитической стоянки в префектуре Гумма). Ранее употреблялись термины «период пред-дзёмон» и «докерамический период», но в последнее время они выходят из обихода. Памятники палеолита, открытые только после Второй мировой войны, относительно немногочисленны и нередко их атрибуция вызывает много вопросов.
Среди важнейших находок этого периода — скелет из пещеры Ямасита (en:Yamashita Cave Man) с Окинавы, датируемый возрастом ок. 36 500 лет, скелет из пещеры Пиндза-Абу (en:Pinza-Abu Cave Man) с острова Мияко, датируемый 30 тыс. лет, и скелет «Минатогава» (en:Minatogawa Man) с Окинавы, датируемый возрастом ок. 20 тыс. лет. У палеолитического жителя острова Окинава Минато 1, жившего 20 тыс. лет назад (Минатогава), определили митохондриальную гаплогруппу M. На филогенетическом дереве митохондриальной ДНК гаплотип Минато 1 расположен в основании митохондриальной гаплогруппы М. Митохондриальный геном Минато 1 не группируется ни с индивидами периода Дзёмон, ни с индивидами периода Яёй, ни с современными японцами
Кости младенца из пещеры Сакитари (Sakitari Cave) на Окинаве датируются возрастом ок. 30 тыс. лет назад, найденные там же древнейшие известные в мире рыболовные крючки датируются возрастом ок. 23 тыс. лет. Жителям островов были знакомы каменные топоры и ножи, а также копья в виде заточенных деревянных палок.
На острове Исигаки в 2009 году при строительстве аэропорта были найдены человеческие останки возрастом 27 тыс. лет. Всего с 2012 по 2016 годам в пещере Сирахо-Саонэтабару было обнаружено 19 человеческих скелетов. Радиоуглеродные даты костей из Сирахо-Саонетабару (Shiraho-Saonetabaru) — 20 400 — 15 800 л. н. У образцов из Сирахо-Саонэтабару определили митохондриальные гаплогруппы B4e, P, M7a.
Для самого раннего периода заселение Японского архипелага Homo sapiens эпохи позднего палеолита характерен специфичный каменный набор инструментов — трапеции, черешковые наконечники и заточки. Пластинчатые технологии появились начиная с 32—30 тыс. л. н., а микропластинчатые — около 20 000 лет назад. Для стоянки Касивадай 1 (Kashiwadai 1) с комплексом микропластинчатой техники получены калиброванные даты 25 000 лет назад.
Каменные орудия типа тасикава с позднеплейстоценовой стоянки Ками-Сиратаки 2 на острове Хоккайдо имеют сходство с находками с верхнепалеолитической (15,28—16,56 тыс. лет назад) стоянки Куперс-Ферри на реке Салмон (бассейн Колумбии, штат Айдахо, США), что свидетельствует о первоначальном заселении Америки вдоль тихоокеанского побережья.
Человек Хамакита со стоянки Негата (Negata) (Хамакита (Hamakita), префектура Сидзуока) датируется возрастом ок. 14 200 — 13 900 лет назад.
В конце периода верхнего палеолита и в начале периода Дзёмон произошло значительное потепление и повышение влажности, сформировалось тёплое Цусимское течение. Климат Японского архипелага приобрёл черты морского, приближённого к современному. Все эти факторы привели к уменьшению снежного покрова, заболачиванию низменностей, разрастанию широколиственных лесов и росту популяции людей, однако исчезли некоторые виды слонов и оленей.